# Kaliłów
Kaliłów es un pueblo ubicado en la gmina Biała Podlaska, distrito de Biała Podlaska, voivodato de Lublin, Polonia.

## Superficie
Cuenta con una superficie de 15,07 kilómetros cuadrados.

## Demografía
Hasta 2011 la población era de 212 habitantes, con una densidad de población de 14,07 habitantes por kilómetro cuadrado. Estaba conformada por 96 hombres (45,3%) y 116 mujeres (54,7%), según el censo de la Oficina Central de Estadística.